# Brockhausen (Hemer)
Brockhausen ist ein Ortsteil der nordrhein-westfälischen Stadt Hemer im Märkischen Kreis.

## Geographie

### Ortsgliederung
Die ehemalige Gemeinde Brockhausen lag im Osten des Amtes Hemer und bestand aus den Siedlungen Apricke, Bäingsen, Brockhausen, Hönnetal und Riemke sowie dem ehemaligen Rittergut Burg Klusenstein.

## Geschichte
Als Grenzort zwischen der Grafschaft Mark und dem kurkölnischen Sauerland war die spätere Gemeinde Brockhausen bereits im Mittelalter bedeutsam. 1353 wurde aus diesem Grund die Burg Klusenstein auf einer Klippe des Hönnetals errichtet.
Anfang des 20. Jahrhunderts war die Gemeinde stark landwirtschaftlich geprägt. Der „Luftkurort“ war gemeinsam mit der Nachbargemeinde Deilinghofen ein bedeutsames Ziel für Bergleute aus dem Ruhrgebiet; das benachbarte Hönnetal war zudem bei Touristen beliebt. Im Rahmen der Gesetzes zur kommunalen Neuordnung in Preußen verlor die Gemeinde am 1. April 1929 ihre Eigenständigkeit und wurde mit Deilinghofen zusammengelegt. Schon zuvor waren die Nachbargemeinden durch einen gemeinsamen Schulbezirk, die Kirchengemeinde und weitere Einrichtungen, die sich die beiden Gemeinden teilten, eng miteinander verbunden.
Seit der kommunalen Neuordnung, die mit dem Sauerland/Paderborn-Gesetz am 1. Januar 1975 in Kraft trat, ist Brockhausen ein Ortsteil der Stadt Hemer.
Die Einwohnerentwicklung in der Zeit von 1872 bis 1928 zeigt folgendes Bild:
| Datum | Einwohner |
| ----- | --------- |
| 1872  | 531       |
| 1885  | 543       |
| 1895  | 535       |
| 1900  | 543       |
| 1904  | 526       |
| 1905  | 549       |

| Datum | Einwohner |
| ----- | --------- |
| 1907  | 534       |
| 1910  | 583       |
| 1911  | 611       |
| 1914  | 571       |
| 1919  | 567       |
| 1928  | 588       |

Auf der Deilinghofener Hochfläche (oftmals auch Deilinghofer Hochfläche genannt) wurden mehrere nicht für die Öffentlichkeit zugängliche Höhlen, unter anderem die Große Burghöhle, die Grabenponor- und die Feldbachponorhöhle, entdeckt. 

## Sehenswürdigkeiten

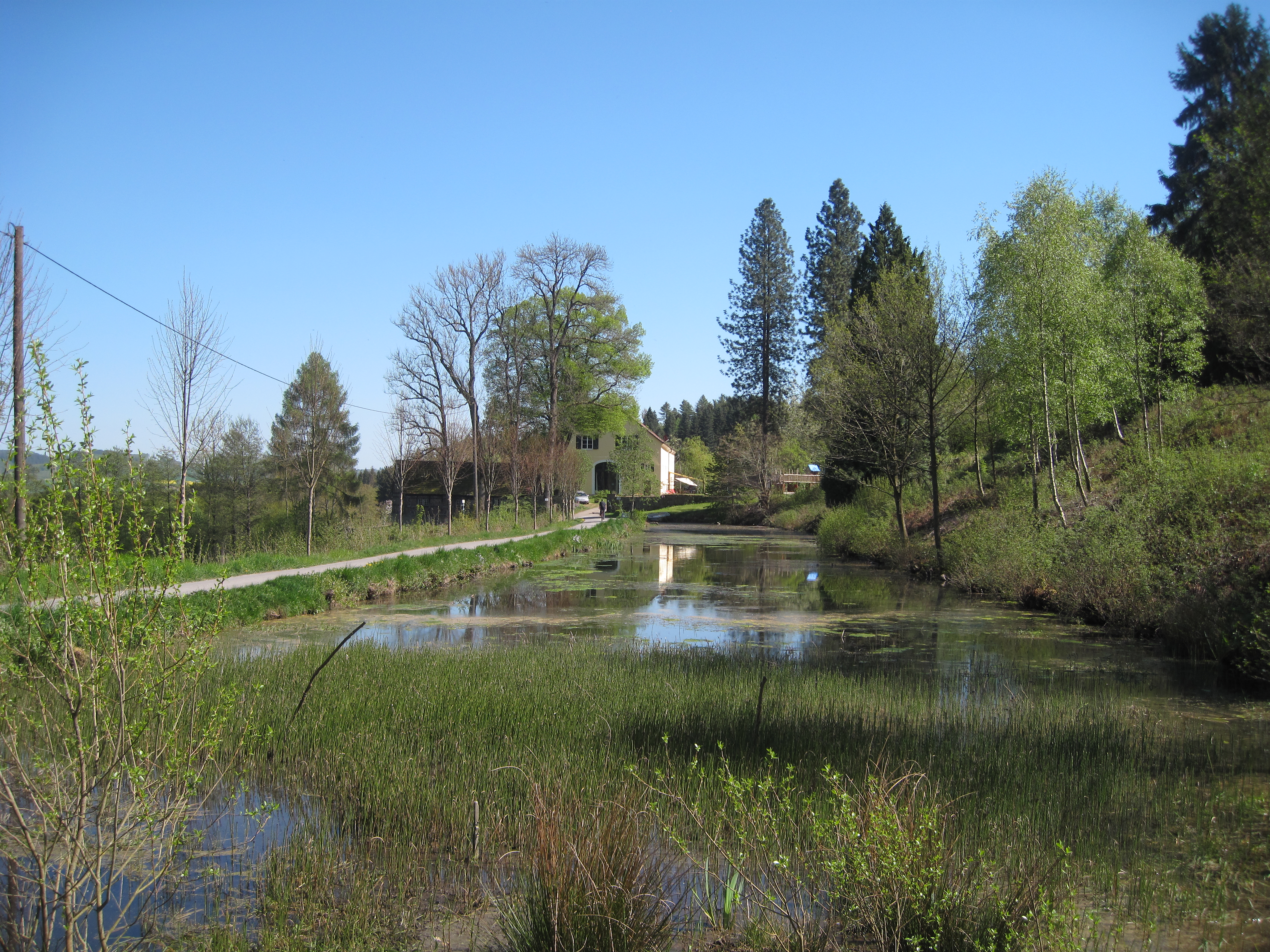
Denkmalgeschützte Fischteiche.
Im Bildhintergrund das Herrenhaus.

Eine Sehenswürdigkeit des Ortsteils ist die Burg Klusenstein von 1353 mit Blick ins Hönnetal. Der inzwischen geschlossene Brockhausener Märchenwald war ein beliebtes Ausflugsziel. 
Die Fischteiche als Relikt der alten Klosteranlage des Stiftes Fröndenberg und Teile des heutigen Gutes Bäingsen stehen seit 1984 unter Denkmalschutz.
Bis ins Jahr 2005 bestimmte eine 600 Jahre alte Eiche das Dorfbild. Die so genannte „Zwölfmännereiche“ stand zwischen 1932 und 1995 unter Naturschutz, 2005 musste der von einer Krankheit befallene Baum aus Sicherheitsgründen allerdings gefällt werden.